# Richard Schmied
Richard Schmied ist ein ehemaliger österreichischer Radrennfahrer.
1992 wurde Richard Schmied Österreichischer Straßenmeister im Straßenrennen. 1994 gewann er den renommierten österreichischen Straßenengler Radsporttag. Im selben Jahr errang er bei den nationalen Straßenmeisterschaften nochmals einen dritten Rang.
Auch Richard Schmieds Bruder Kurt war ein erfolgreicher Radsportler. 